# ألكسندر سكارسجارد
ألكسندر سكارسجارد (Alexander Skarsgård) هو ممثل سويدي من مواليد 25 أغسطس، 1976، مشهور بدور مصاص الدماء اريك نورثمان في المسلسل التلفزيوني دم حقيقي، كما شارك في أفلام عديدة مثل زولاندر والشرق.

## جزء من أعماله
- زولاندر
- سوداوية (فيلم 2011)
- Battleship
- غير متصل (فيلم)
- The East
- The Giver
- أسطورة طرزان (فيلم)
- طرزان

| سنة       | عنوان             | دور                        | ملاحظات                     |
| --------- | ----------------- | -------------------------- | --------------------------- |
| 1987      | Idag röd          | Fred                       |                             |
| 1999      | Vita lögner       | Marcus Englund             | 10 episodes                 |
| 2000      | D-dag             | Lise's stepson             | Released as a movie in 2001 |
| 2000      | Judith            | Ante Lindström             |                             |
| 2005      | Revelations       | Gunnar Eklind              |                             |
| 2006      | Cuppen            | Micke                      |                             |
| 2007      | Golden Brown Eyes | Boogey Knights singer      |                             |
| 2008      | Generation Kill   | Sgt. Brad 'Iceman' Colbert |                             |
| 2008–2014 | True Blood        | Eric Northman              |                             |
| 2013      | Eastbound & Down  | Adult Toby Powers          | حلقة واحدة                  |

## روابط خارجية
- ألكسندر سكارسجارد على موقع IMDb (الإنجليزية)
- ألكسندر سكارسجارد على موقع ميتاكريتيك (الإنجليزية)
- ألكسندر سكارسجارد على موقع روتن توميتوز (الإنجليزية)
- ألكسندر سكارسجارد على موقع مونزينجر (الألمانية)
- ألكسندر سكارسجارد على موقع ألو سيني (الفرنسية)
- ألكسندر سكارسجارد على موقع أول موفي (الإنجليزية)
- ألكسندر سكارسجارد على موقع بوكس أوفيس موجو (الإنجليزية)
- ألكسندر سكارسجارد على موقع قاعدة بيانات الأفلام السويدية (السويدية)
- ألكسندر سكارسجارد على موقع إن إن دي بي (الإنجليزية)
- ألكسندر سكارسجارد على موقع قاعدة بيانات الفيلم (الإنجليزية)